# Mictecacihuatl

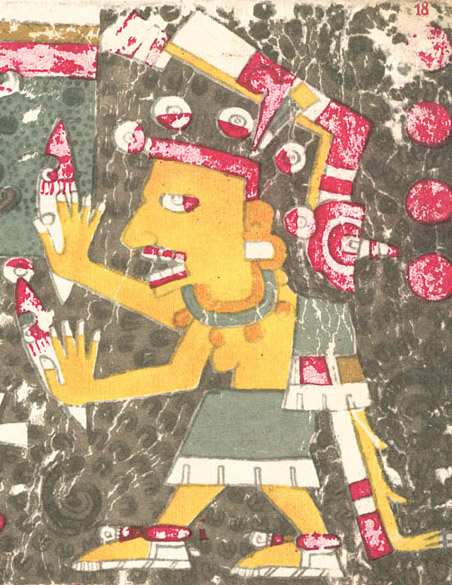
La déesse de l'inframonde Mictecacihuatl (Codex Borgia).

Mictecacihuatl, appelée aussi Mictlancihuatl dans la mythologie aztèque, est la reine de l'inframonde, c'est la déesse de la mort.

## Fonctions et attributs
Épouse du dieu de la mort, Mictlantecuhtli, elle veillait sur les os des défunts. En outre, son rôle était de présider aux anciennes fêtes des morts centre-américaines. On dit qu'elle naquit et fut l'objet d'un sacrifice infantile.
Mictecacihuatl était représentée avec un corps écorché et la mâchoire ouverte, pour avaler les étoiles pendant la journée. 

## Évolution coloniale et moderne
Ces fêtes évoluèrent des traditions autochtones aztèques au moderne Jour des Morts, après synthèse avec les traditions socioculturelles hispaniques coloniales. Elle préside toujours au Jour des Morts aujourd'hui, connue sous le nom de « Dame de la Mort ». À ce titre, le culte pseudo-catholique de la Santa Muerte hérite de Mictecacihuatl.